# E51 (trasa europejska)
E51 – trasa europejska pośrednia, biegnąca przez wschodnie Niemcy. Długość trasy wynosi 410 km.
Przebieg E51: Berlin – Potsdam – Leipzig – Gera – Schleiz – Bayreuth – Nürnberg.

## Stary system numeracji
Do 1985 obowiązywał poprzedni system numeracji, według którego oznaczenie E51 dotyczyło trasy: Albergaria — Viseu — Celorico da Beira. Arteria E51 była wtedy zaliczana do kategorii „B”, w której znajdowały się trasy europejskie będące odgałęzieniami oraz łącznikami.

### Drogi w ciągu dawnej E51
Lista dróg opracowana na podstawie materiału źródłowego
| Portugalia | droga nr 16: Albergaria-a-Velha (E50) – Viseu – Celorico da Beira (E3) |

## Galeria

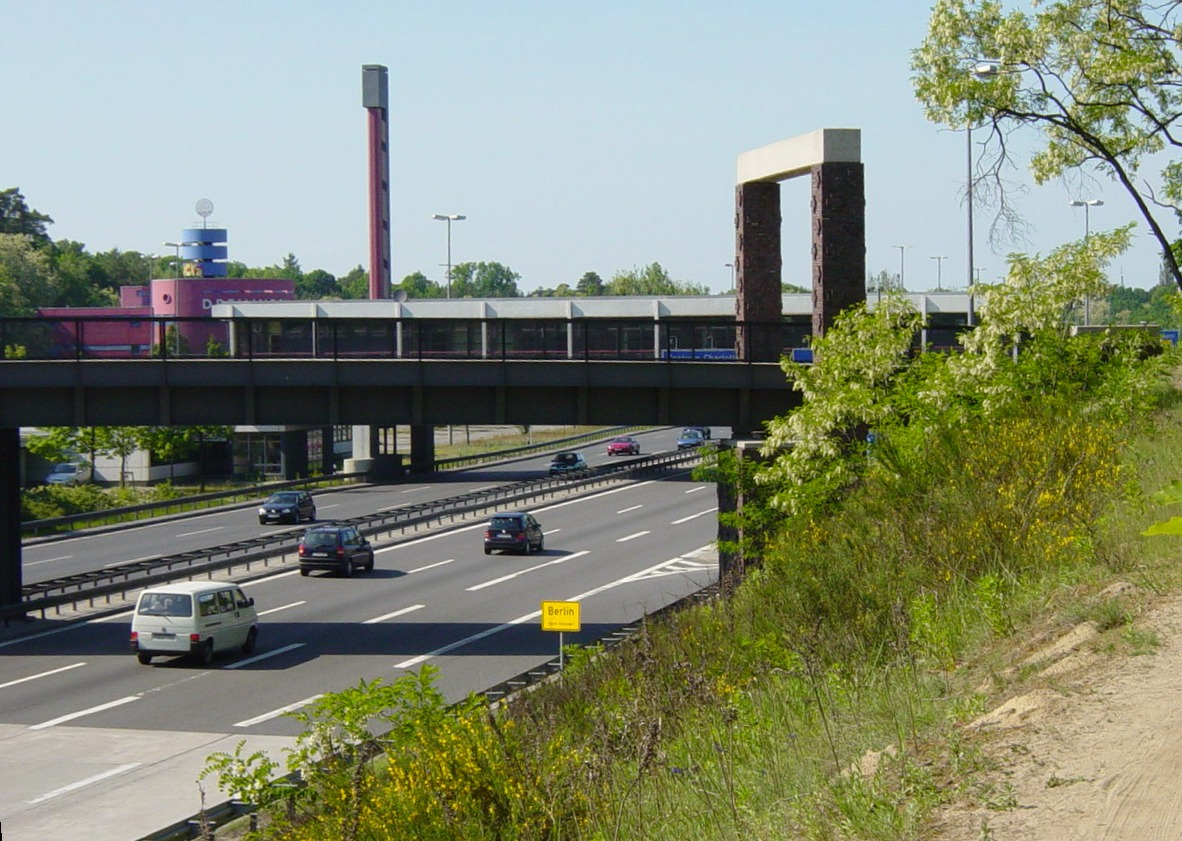
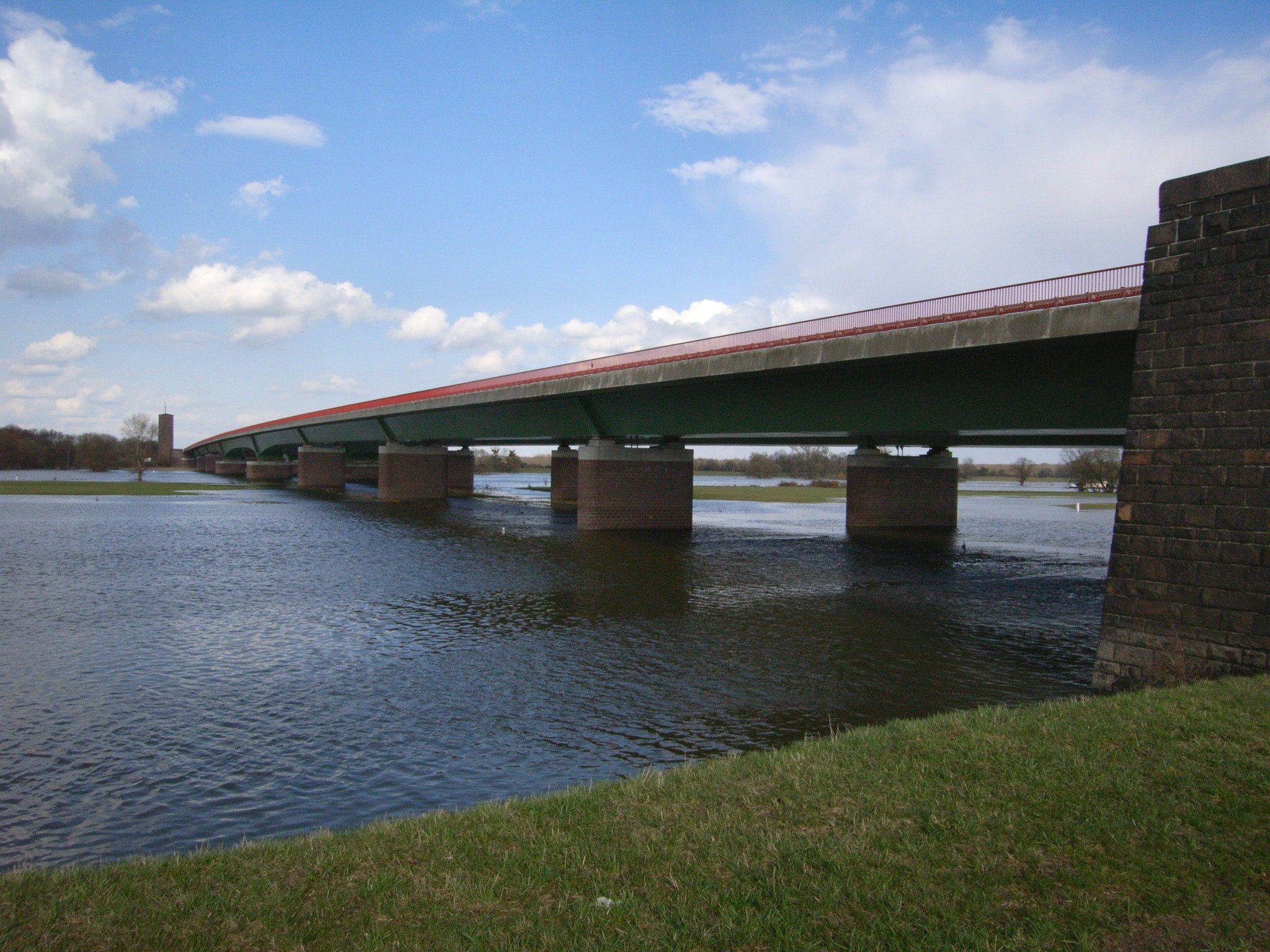
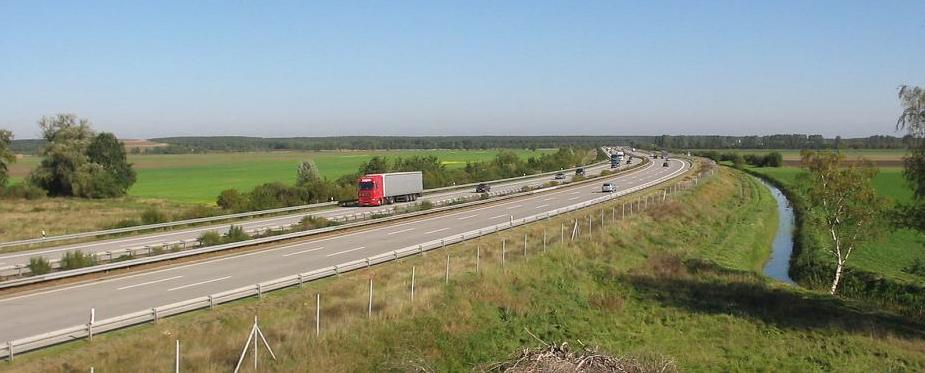